# Józef Rojowski
Józef Rojowski (Rojewski) herbu Cholewa (ur. ok. 1735, zm. 28 maja 1768 w Berdyczowie), marszałek lubelski konfederacji barskiej.
Był synem Jana i Teresy z Malińskich. Ojciec (zm. ok. 1760) brał udział w elekcji Stanisława Leszczyńskiego w 1733, później pełnił godności podczaszego i stolnika powiatu urzędowskiego w województwie lubelskim. Józef Rojewski odziedziczył niewielkie dobra ziemskie w powiecie lubelskim, był m.in. sędzią kapturowym sejmiku konwokacyjnego w Lublinie w 1764 oraz posłem na sejm elekcyjny z województwa lubelskiego w t.r.; podpisał elekcję Stanisława Augusta Poniatowskiego.
Wiosną 1768 aktywnie włączył się w przygotowania powstańcze konfederacji barskiej w województwie lubelskim. 20 kwietnia 1768 został w Lublinie powołany na marszałka i doprowadził w krótkim czasie do przejęcia miasta przez siły konfederackie. Już 26 kwietnia konfederaci zostali zmuszeni do wycofania się przez wojska rosyjskie, a Lublin został częściowo spalony w czasie walk. Spalone zostały również dobra Rojowskiego. On sam po opuszczeniu Lublina z powodzeniem werbował wojsko do konfederacji, dowodząc w pewnej chwili kilkusetosobowym oddziałem; po kilku tygodniach w maju 1768 w Horodle doszło jednak do wypowiedzenia posłuszeństwa marszałkowi. Rojowski udał się na Podole, gdzie towarzyszył w walce partyzanckiej Kazimierzowi Pułaskiemu. W czasie walk o warowny klasztor w Berdyczowie został ciężko ranny zasłaniając własnym ciałem Kazimierza Pułaskiego. Zmarł po kilku godzinach. W Berdyczowie został pochowany.
Był żonaty. Żona w czasie zajmowania przez Rosjan Lublina została zatrzymana i wywieziona do Warszawy; wypuszczona w maju 1768, zmarła w styczniu 1769.
Źródła
- Wacław Szczygielski, Józef Rojewski, w: Polski Słownik Biograficzny, tom XXXI, 1989
- Akt przystąpienia do Konfederacji Barskiej 20.04.1768 r. szlachty w Lublinie z Józefem Rojowskim na czele - oraz rota przysięgi [ Biblioteka im. Hieronima Łopacińskiego w Lublinie, 1385 (Ł) Rps r 1768 kart 3 K.6 ]